# Ricardo Fernández de Tamarit
Ricardo Fernández de Tamarit (?, 1874 - Madrid, 1953) est un militaire espagnol.
Après sa formation militaire, Tamarit fut versé dans des unités combattantes, d’abord à Cuba (1895-98), puis dans le Maroc espagnol (à partir de 1919). Il se signala par son opposition, dûment argumentée, au projet du général Silvestre, alors commandant-général de Melilla qui, aiguillonné par le succès de ses campagnes antérieures (1920), se proposait d’installer début juin 1921 en territoire rifain hostile une position avancée en vue d’une future conquête militaire du Rif central. Cette percée téméraire, anéantie le jour même par l’assaut des combattants rifains, fut le déclencheur de la retentissante débâcle militaire espagnole dite bataille d'Anoual de juillet/août 1921. Les dépositions de Fernández Tamarit devant la commission d’enquête Picasso, ses analyses souvent pertinentes de cet événement et de ses causes, eurent un certain écho politique en métropole. 
À partir de 1922, Tamarit occupa de hautes fonctions militaires dans les Baléares. Il prit fait et cause pour les insurgés après le coup d’État de juillet 1936, à l’origine de la guerre civile. Nommé juge d’instruction, il fit condamner à mort, sur des bases douteuses, plusieurs personnalités du camp républicain.

## Biographie

### Parcours militaire à Cuba et dans le Maroc espagnol
Après une formation militaire en infanterie, commencée en 1888, Fernández Tamarit fut affecté à des unités combattantes à Cuba entre 1895 et 1998. En 1917, il fut promu lieutenant-colonel et devint le précepteur du roi Alphonse XIII,.
De septembre à décembre 1919, il se trouvait à la tête du bataillon de volontaires du régiment de Melilla, dans le Maroc espagnol, et commanda à partir du 1er septembre 1920 le troisième bataillon du régiment África,. Il se lia d’amitié avec le commandant-général de Melilla, le général Silvestre.

### Débâcle d’Anoual (juillet/août 1921)

#### Projet de nouvelle avancée et désaccord de Tamarit
Au printemps 1921, le général Silvestre, qui venait dans les mois précédents de conquérir militairement de vastes territoires à l’ouest du fleuve Kert, soupesait l’idée de faire une percée dans le territoire de la kabila (=tribu rifaine) Tensamane pour y établir un poste militaire avancé, en profitant de l’invitation faite deux mois auparavant par plusieurs cadis de cette kabila.
Ladite percée, sous la forme de l’occupation du mont Dhar Ubarran, fut planifiée en détail le 18 mai 1921, dans le bureau du commandant en second de l’état-major de Melilla, le lieutenant-colonel Rafael Capablanca Moreno,. Tamarit déconseilla à Silvestre d’engager une telle opération, d’accord en cela avec le lieutenant-colonel Dávila, ainsi qu’avec Kaddur Namar, chef de la kabila de Béni Saïd et loyal « ami de l’Espagne », qui lui recommandaient également de ne pas la mener, et d’accord aussi avec le colonel Morales, qui considérait prématurée toute incursion à ce moment-là,,. Fernández Tamarit fit observer à Silvestre que « si l’ennemi comprenait ses intérêts, il attaquerait en masse [la nouvelle position sur le mont Dhar Ubarran] sitôt celle-ci installée, et si même il n’en faisait rien, les difficultés qu’offre le terrain rendraient difficiles et sanglants les convois vers [cette position] », ; à supposer que l’opération réussissait, argua-t-il devant l’état-major, « l’hypothèque serait considérable ».
Peu avant, le 16 mai 1921, alors qu’il commandait la position militaire de Tleta Oulad Boubker (Souk El-Telatza de Bou-Beker, pour les Espagnols), dans le sud du Maroc espagnol, position qu’il avait lui-même fait fortifier et qu’il allait devoir bientôt quitter pour raisons de santé, Tamarit avait adressé à Silvestre une lettre personnelle, où il attirait l’attention de son destinataire sur quelques failles de son dispositif :

« Tu as construit sur du sable ; elles [les kabilas rifaines] ne sont pas soumises, comme elles ne le seront jamais. Bourra-Hail [fameux chef de guerre de Metalsa] a berné Morales et toi. Tu t’es installé prématurément à Sidi Driss, Afrau et Anoual. Les communications sont des plus difficiles, les positions déplorables, et ne répondent qu’à ce qu’on appelle la politique et qui en est simplement la négation ; ce sont les chefs maures qui indiquent les emplacements, tous sans point d’eau ni ressources et faciles à isoler […]. Nous vivons sur un volcan ». »

Tamarit mettait en garde Silvestre sur l’état d’esprit dans les troupes espagnoles : « il y a dans la Police indigène [corps de police composé d’autochtones et commandé par des officiers espagnols] des éléments dont le comportement et les dépravations ont soulevé contre nous une tempête de haine qui se traduira par un soulèvement général un jour qu’on s’y attendra le moins, et davantage encore si nous subissons un revers », tout en ajoutant certes « que dans cette même Police, il y a beaucoup d’officiers d’une absolue dignité ». Tamarit observe « qu’il ne suffit pas d’avoir éjecté Pomes [officier d’une conduite exécrable, dénoncée plus tard dans le dossier d’instruction Picasso] ; il reste Carrasco, Benito, Salama et quelques autres, dont le comportement est si public et si notoire que je ne comprends pas comment toi, qui disposes de moyens d’information qui font défaut à Morales, tu ne sois pas au courant ». Ne se départant pas de sa franchise devant son supérieur, Tamarit, après avoir blâmé ses audaces (Sidi Driss, Afrau, Anoual), lui fait remarquer que « tu n’as rien consolidé dans les arrières », le prévient que les kabilas se trouvant derrière la ligne de front ne sont pas soumises et qu’« au moindre revers, tu auras dans le dos cinq ou six mille fusils », et pointe que « Tensamane ne peut faire autrement que de nous être hostile », car « la pression des Beni Ouriaghel [kabila notoirement réfractaire à la présence espagnole et fief d’Abdelkrim] est immédiate et ils ne peuvent y résister » ; il lui représente que « les troupes ne sont pas préparées » et clôt sa lettre par cette pique : « c’est une honte que les colonels passent leur vie en permission à baguenauder dans la place [de Melilla] ou en Espagne, et ne montent [sur le terrain] que quand on s’apprête à faire une opération avec la Colonne des récompenses ».

#### Revers à Dhar Ubarran
La percée sur Dhar Ubarran se solda par un échec cuisant, puisque la hauteur fut reconquise le jour même par les combattants rifains, avec massacre de la totalité de la garnison espagnole laissée sur place. Silvestre, apprenant la nouvelle, avait décidé ce même après-midi de quitter Melilla en voiture à destination du front et se retrouva face à face avec Tamarit dans le fort de Batel, où il arriva quelques heures plus tard. Les larmes aux yeux, il s’approcha de lui et, le prenant dans ses bras, lui dit : « tu avais raison, ce que tu as dit s’est passé. Je te demande un service : avec trois volontaires, va à Anoual en emportant la batterie légère qu’il y a à Driouch. Moi-même, je vais en cet instant avec la voiture à Anoual, tant pis s’ils me tuent, c’est ce qui serait le mieux, car par la faute d’autres je me suis fourré dans ce pétrin »,,.
La première mesure prise sur le front par Silvestre fut d’annuler l’opération prévue pour le 2 juin à Beni Touzine ; ensuite, il s’attela à accumuler des ressources à l’avant-garde, en mobilisant des troupes appartenant au régiment África, sous les ordres du « brillantissime » Tamarit (selon la qualification de Casado),, au régiment d’infanterie San Fernando et, en guise de réserve, du régiment de cavalerie Alcántara. Enfin, avec l’aide de son commandant en second, le général Navarro, il s’employa à partir du 3 juin à ériger des postes militaires propres à consolider la ligne de front, en même temps qu’il ordonna à Tamarit de renforcer les défenses d’Anoual, ordre que celui-ci exécuta en construisant deux redoutes et deux lunettes.

#### Action à Melilla lors de la débâcle
Pendant que se déroulait la bataille d'Anoual, le lieutenant-colonel Tamarit, alors âgé de 48 ans, était libéré du service actif en raison d’une grave affection oculaire et séjournait à Melilla. Cependant, dès qu’il eut appris l’événement, il demanda à reprendre ses fonctions. Affecté à un poste dans les environs de Melilla, il lui fut donné d’observer la marée humaine et matérielle que la débâcle avait mise en route. S’il laissa passer la foule des civils, il interpella les militaires désarmés, parmi lesquels il remarqua en particulier deux officiers du régiment África ; Tamarit leur ayant demandé pourquoi ils n’étaient pas à la tête de leurs hommes et ce qu’il était advenu de leurs armes, ils répondirent qu’ils « avaient remis leurs armes à d’autres camerades qui en avaient besoin ». Tamarit communiqua ces déclarations au colonel du régiment, Francisco Jiménez Arroyo, qui n’y donna aucune suite. Ailleurs, sur la route de Nador à Melilla, Tamarit, faisant à nouveau figure d’observateur, découvrit un groupe de personnages dépenaillés se traînant sur la route et s’aperçut bientôt qu’il s’agissait, selon son témoignage, d’« officiers fugitifs, qu’ils [Tamarit et quelques autres observateurs] avaient confondus avec de simples soldats, car ils ne portaient pas d’insignes sur leur uniforme ». (Pour rappel : lors de la retraite en débandade du camp d’Anoual, certains officiers s’étaient arraché leurs épaulettes, voire s’étaient débarrassés de leurs guêtres, ceinturons et képis qui auraient pu les trahir et faire d’eux des cibles pour les combattants rifains embusqués,.) 
Devant le constat que Melilla ne comptait qu’à peine deux centaines de soldats en active, un groupe de citoyens mélilliens, sous la conduite d’un notaire de la ville, se proposant de former une armée de patriotes, se pressa à la Comandancia general en exigeant que leur soient remises des armes afin de défendre leurs familles et lança un appel à Tamarit comme le plus apte à commander ces troupes civiques. Cependant ni le haut-commissaire Berenguer, qui ne disposait que de 35 fusils, ni les autorités militaires, effarouchées par ce projet milicien, ne voulurent accéder à cette demande,,,.
Même lorsqu’il avait à sa disposition davantage de troupes, Berenguer affirma, lors d’une réunion convoquée à ce sujet, n’être pas en mesure de mener quelque opération militaire que ce soit pour venir au secours de la colonne de Navarro alors repliée sur Driouch et menacée par les combattants rifains. Tamarit, qui assista également à ladite réunion, à titre de lieutenant-colonel d’infanterie le plus ancien, et ce bien que « reclus dans une chambre obscure » en raison de son problème de vision, proposa au contraire, mais en vain, que des ordres soient donnés à la position de Souk El-Telatsa de mobiliser les garnisons proches et de faire mouvement toutes ensemble vers Driouch, pour « apporter au général Navarro des troupes au moral intact », propres à « intervenir efficacement ». Tamarit obtint seulement de se voir chargé de la ligne de défense extérieure de Melilla, avec des « administratifs et autre personnel »,.

#### Déposition devant la commission Picasso
Fernández Tamarit fit sa déposition devant la commission judiciaire Picasso les 17 et 20 juillet 1922, après qu’il eut déjà été interrogé par le juge militaire Picasso le 5 octobre de l’année précédente. Il semble qu’il ait été alors considéré, selon le mot de l’historien militaire Julio Albi, comme une espèce d’oracle, alors qu’il n’avait pas personnellement participé à la bataille d'Anoual. Ses déclarations furent ensuite transmises à la Chambre haute et reproduites dans le journal officiel du Sénat (Diario del Senado), sous la forme d’un appendice extraordinaire à l’édition du 1er décembre 1922. Ses paroles seraient cependant, selon Julio Albi, à prendre avec précaution, Tamarit étant l’un de ces hommes omniscients, constamment prêts à critiquer, et conséquemment pas toujours fiables.
Selon Tamarit, Anoual est « le plus grand désastre militaire que l’Espagne ait connu dans cette dernière période », ; « comme de coutume », explique-t-il, « nous avons été victimes de notre manque de préparation, de notre tendance à tout improviser et de ne rien prévoir, de notre confiance excessive, et tout cela constitue une grave responsabilité ».
Il donne une appréciation globale du comportement des commandants, mettant en évidence « la conduite douteuse d’une portion significative, quoique réduite, du corps d’officiers qui avait oublié l’honneur militaire », jugement qui, selon Julio Albi, peut apparaître équilibré, mais qui « pèche quelque peu par sa générosité ».
Il signale, en tant que — dixit Julio Albi — l’un des analystes les plus perspicaces des événements d’Anoual, que « quelque chose avait préparé [la voie] au soulèvement général pour peu qu’il se présentât une occasion propice » dans le Rif, mais que « les autres [kabilas] s’étaient soulevées à mesure qu’elles voyaient arriver les troupes fugitives »,. Il estime que « à lui seul, l’instinct naturel de rapacité des indigènes suffisait […] à ce qu’ils pillent […] en prévision de ce que les autres arrivent ensuite pour leur propre profit », ce qui fut, ajoute-t-il, « providentiel pour la place de Melilla »,, attendu que s’emparer d’une place forte, y compris par surprise, n’est pas chose simple, moins encore pour une horde inorganisée.

### Carrière dans les Baléares
En 1922, élevé au grade de colonel, il reçut une affectation sur l’île de Majorque, ayant sous son autorité la zone de recrutement Palma 48. En 1931, il commandait le régiment d’infanterie Inca 62, qui allait cependant être dissous peu après,.

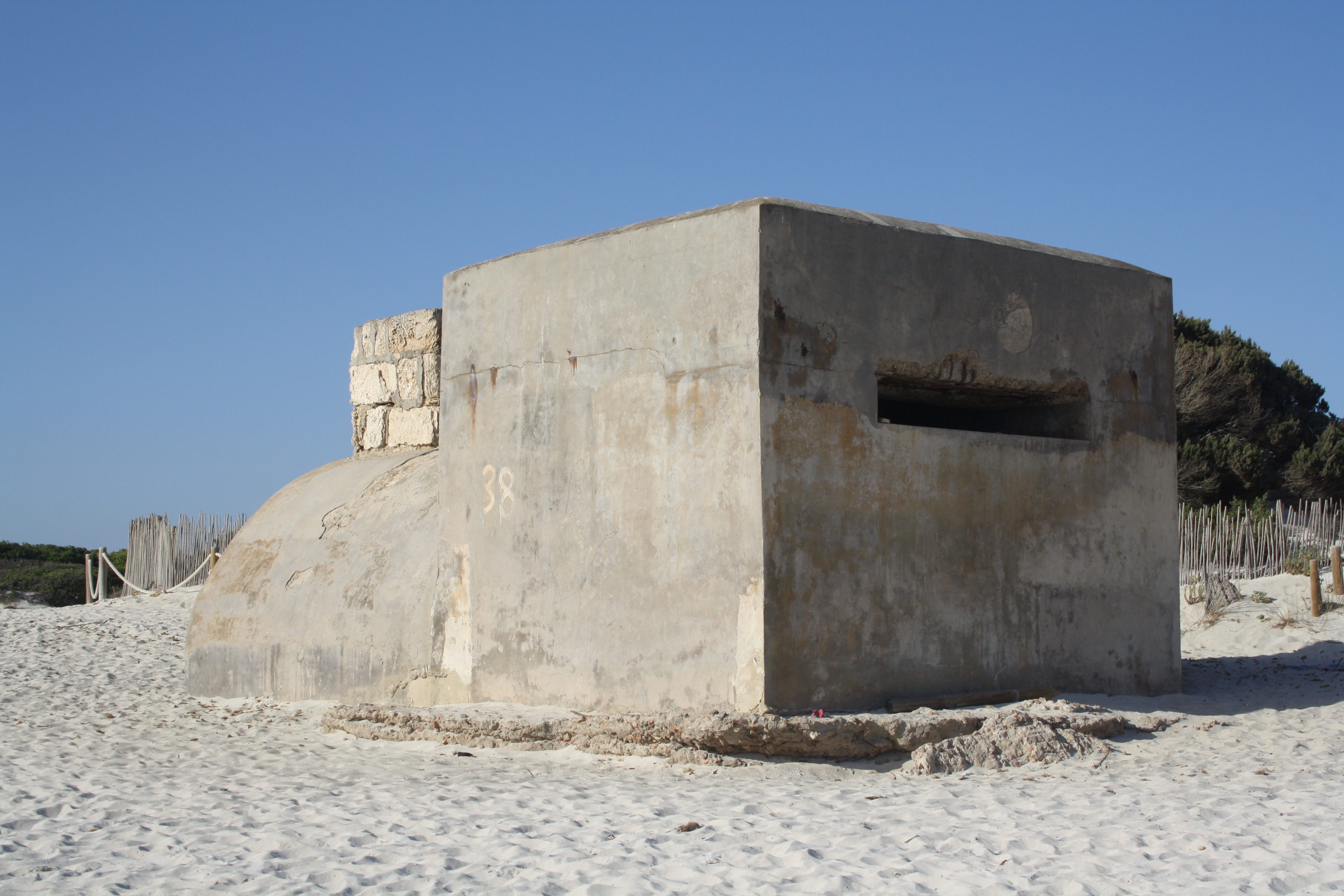
Une des casemates de la ligne Tamarit, sur la plage d’Es Trenc à Majorque.

À l’éclatement de la Guerre civile en 1936, Fernández Tamarit, alors en situation de retraite à Palma de Majorque, reprit du service aux côtés des insurgés. En octobre 1936, hostile à toute reconnaissance de la culture catalane dans l’archipel, il entra par voie de presse dans une polémique avec l’auteur Llorenç Villalonga, lors de laquelle il afficha son désaccord avec le manifeste dénommé Resposta als catalans (littér. Réponse aux Catalans) et son dédain envers les signataires de celui-ci. Fernández de Tamarit fut nommé en décembre 1936 juge d’instruction dans la procédure judiciaire contre le commandement militaire des Baléares, et désigné inspecteur des jurys de la juridiction militaire des Baléares en 1937 ainsi que directeur de l’École militaire de Lluc, dans la commune d’Escorca. Il figura comme juge d’instruction dans le tribunal qui condamna à mort, sur des éléments de preuve largement controuvés, Emili Darder, Alexandre Jaume, Antoni Mateu et Antoni Maria Ques,. En 1938, il prit le commandement du secteur militaire de Palma et occupa par intérim le poste de Chef national de la mobilisation, de l’instruction et de la récupération (MIR),.
En 1939, Tamarit fut nommé général à titre honorifique et inspecteur des fortifications et ouvrages des Baléares, charge qu’il allait assumer jusqu’en 1952. À ce titre, il fut responsable de la construction de la dénommée ligne Tamarit, consistant en un alignement de casemates et de fortifications, en particulier sur le littoral nord et dans l’est de Majorque, ouvrages dont plusieurs vestiges subsistent sur la plage d’Es Trenc (El Trench, selon la graphie castillane), dans la commune de Campos, sur le littoral sud-ouest de l’île. Il se voua également à l’enseignement, dispensant des cours préparatoires à l’entrée dans les académies militaires.